# Alias (SQL)
Псевдонім — можливість SQL, яка підтримується чи не всіма реляційними системами керування базами даних (РСКБД). Псевдоніми дають адміністраторам та іншим користувачам баз даних можливість зменшити обсяг коду, необхідного для запиту, та зробити запити більш зрозумілими. Крім того, псевдоніми можуть використовуватися як спосіб обфускації справжніх назв полів бази даних.
У мові SQL псевдоніми можна призначати таблицям і стовпчикам. Псевдоніми таблиць також називаються кореляційними іменами. Програміст може використовувати псевдонім, тимчасово призначаючи інше ім'я таблиці чи колонці на час виконання SELECT-запиту. Призначення псевдоніма не перейменовує колонку чи таблицю. Це корисно, коли таблиці чи їхні колонки мають дуже довгі, чи складні назви. Назва псевдоніма може бути будь-якою, але зазвичай її роблять короткою. Наприклад, загальноприйнятим є використання таких псевдонімів, як «pi» для таблиць, званих «price_information».
Загальним синтаксисом псевдонімів є SELECT * FROM table_name [AS] alias_name. Варто зазначити, що ключове слово AS є цілком опціональним і зазвичай ставиться для забезпечення читаності. Нижче наведено таблицю, що використовуватиметься у запитах:
| DepartmentID | DepartmentName |
| ------------ | -------------- |
| 31           | Комерційний    |
| 33           | Інженерний     |
| 34           | Канцелярський  |
| 35           | Маркетинговий  |

Використання псевдонімів таблиць:
```
SELECT
 
D
.
DepartmentName

FROM
 
Department
 
AS
 
D

```

Також можливо написати цей самий запит як (зауважте, що цього разу слово AS випущено):
```
SELECT
 
D
.
DepartmentName

FROM
 
Department
 
D

```

Призначення псевдонімів колонкам аналогічне:
```
SELECT
 
d
.
DepartmentId
 
AS
 
Id
,
 
d
.
DepartmentName
 
AS
 
Name

FROM
 
Department
 
d

```

Результатний набір міститиме всі дані, показані вище, за винятком того, що «DepartmentID» відобразиться як «Id», а «DepartmentName» — як «Name».
Також, якщо обрано лише одну з таблиць і запит не містить об'єднань, дозволяється не зазначати імена чи псевдоніми таблиць у назвах стовпців в операторі SELECT. Наприклад:
```
SELECT
 
DepartmentId
 
AS
 
Id
,
 
DepartmentName
 
AS
 
Name

FROM
 
Department
 
d

```